# HC Sparta Prag
HC Sparta Prag (tjeckiska: HC Sparta Praha) är ett tjeckiskt ishockeylag från Prag som grundades 1903 (officiellt 1909). HC Sparta Prag spelar i tjeckiska extraligan och hemmaarena är Tipsport Arena. Laget har blivit tjeckoslovakiska mästare 1952-1953, 1953-1954, 1989-1990, 1992-93 och tjeckiska 1999-2000, 2001-02, 2005-06 och 2006-07.